# Callionima acuta
Callionima acuta là một loài bướm đêm thuộc họ Sphingidae, được tìm thấy ở Peru và Bolivia. It was originally described by Rothschild và Jordan as Hemeroplanes acuta, năm 1910.
Males có sải cánh khoảng 32 milimét. The species is similar to Callionima parce, nhưng màu đậm hơn.

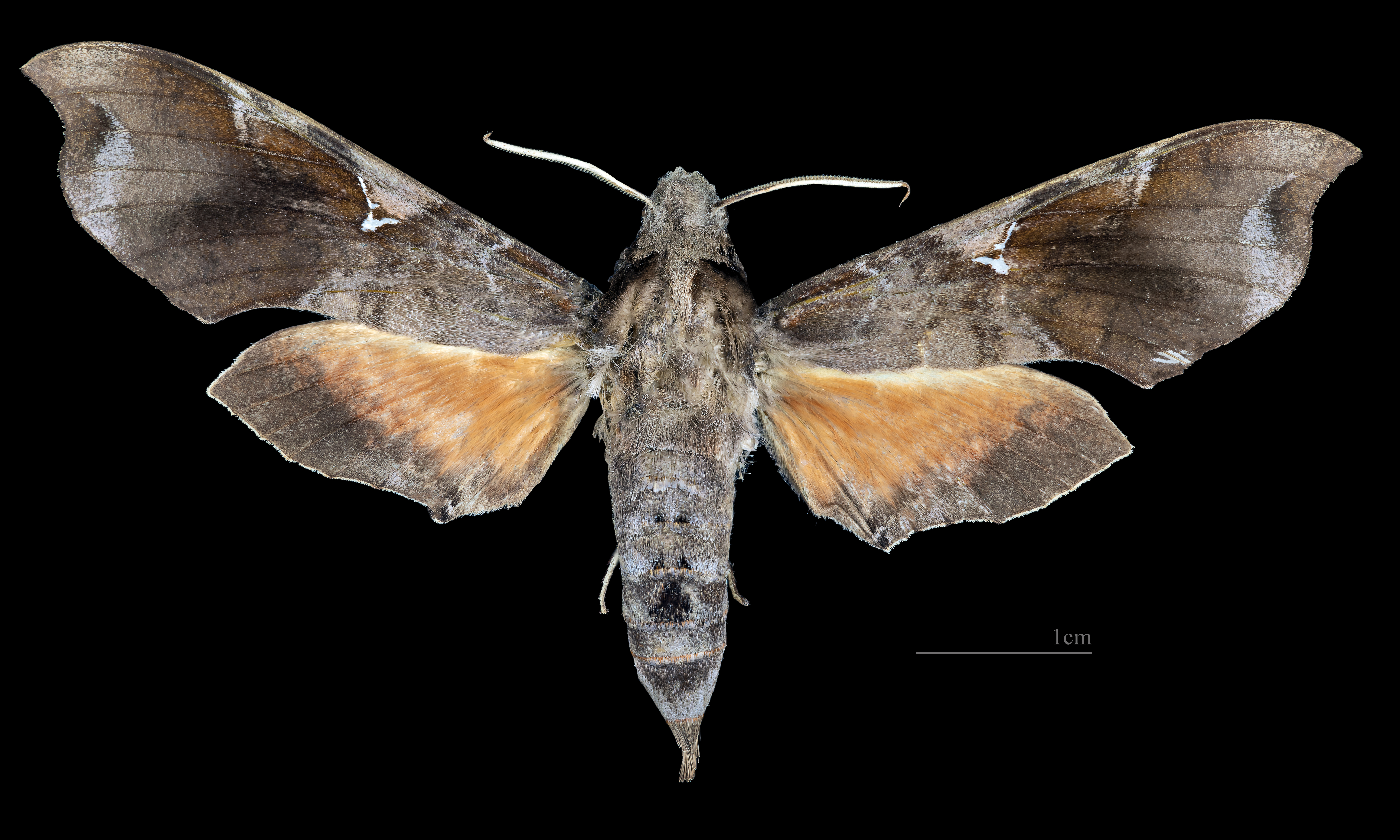
Callionima acuta ♀
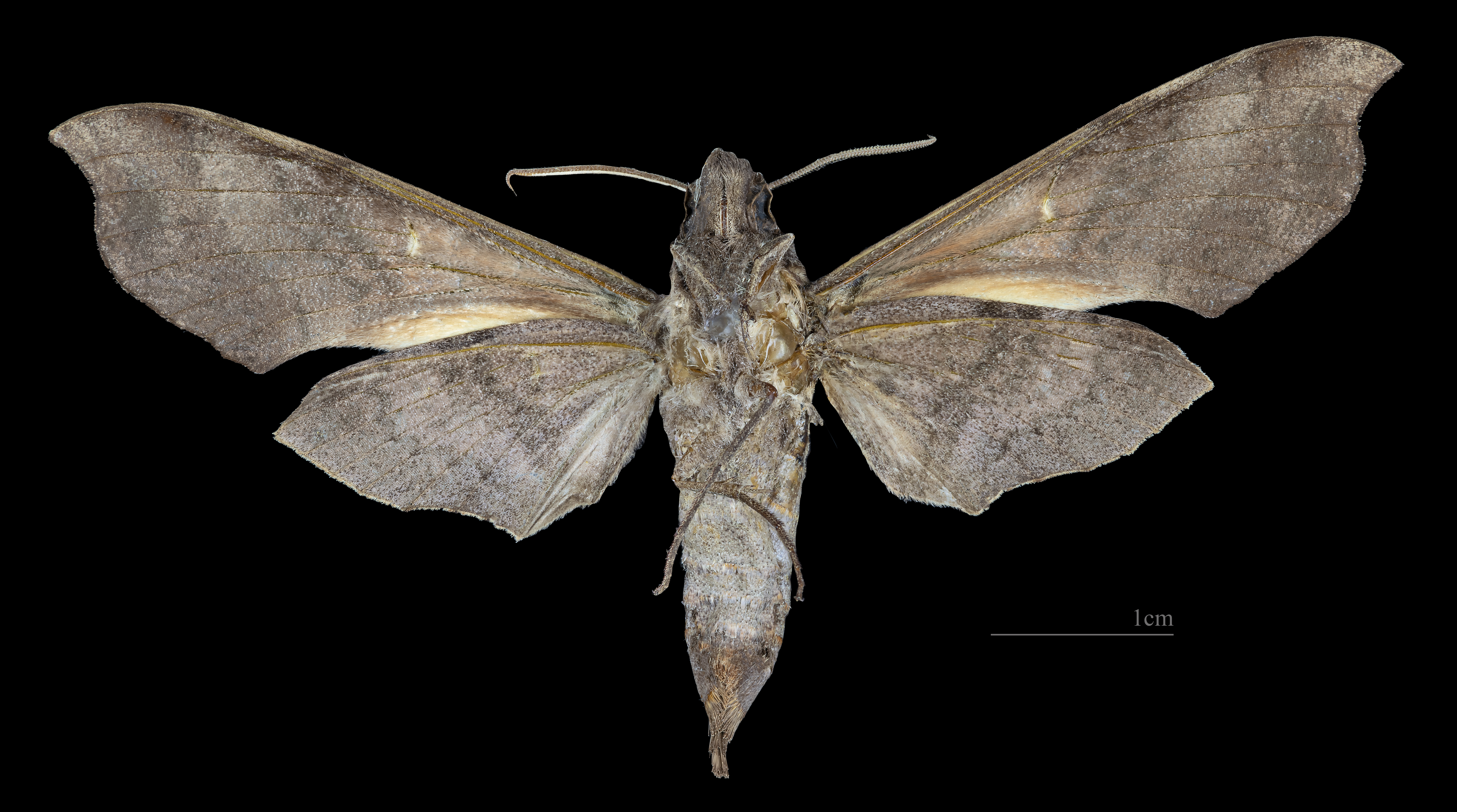
Callionima acuta ♀ △

Con trưởng thành có thể bay làm nhiều đợt.